# Evelina Kos
Evelina Kos (* 21. Oktober 1996 in Nova Gorica) ist eine slowenische Fußballspielerin.

## Karriere

### Verein
Kos startete ihre Karriere beim ŽNK Visoko Preddvor. Anschließend wechselte sie im Sommer 2011 zum ŽNK Velesovo, wo sie bei einer 3:0-Niederlage, am 30. Oktober 2011 gegen den ŽNK Jevnica ihr Seniorendebüt feierte.

### Nationalmannschaft
Kos ist seit dem 20. August 2014 A-Nationalspielerin für Slowenien. Zuvor bestritt sie fünf Länderspiele für die U17- und drei für die U19-Nationalmannschaft.

## Erfolge
- Istrien-Cup-Sieger 2019

## Sonstiges
Ihre ein Jahr ältere Schwester Lucija ist ebenfalls Fußballspielerin. Sie spielt gegenwärtig mit ihr auf Vereinsebene für den ŽNK Velesovo Kamen Jerič.